# Cyril Burt
Cyril Lodowic Burt (Westminster, 3 de marzo de 1883-10 de octubre de 1971) fue un psicólogo inglés que hizo contribuciones a la psicología educativa y a la estadística.
Burt es conocido por sus teorías sobre la determinación genética de la inteligencia y sus estudios sobre la herencia del coeficiente de inteligencia. Poco después de su muerte, sus estudios entraron en descrédito por haberse encontrado pruebas que indicaban que habría falsificado datos de la investigación. Se cree que Cyril Burt habría fabricado una serie de estudios realizados en gemelos para probar su teoría de la heredabilidad de la inteligencia. 

## Trayectoria
Burt nació el 3 de marzo de 1883, el primogénito de Cyril Cecil Barrow Burt (n. 1857), un médico, y su esposa Martha. Nació en Londres (algunos ubican su lugar de nacimiento en Stratford on Avon, probablemente porque la dirección de su padre era Snitterfield, Stratford; de hecho, la familia Burt se mudó a Snitterfield cuando tenía diez años.
El padre de Burt puso un negocio de química para mantener a su familia mientras estudiaba medicina. Cuando se recibió de médico trabajó como asistente de obstetricia e instrumentador quirúrgico en el Hospital de Westminster en Londres. La educación inicial de Cyril Burt comenzó en Londres en una escuela primaria cerca de St. James’s Park.
En 1890, la familia se mudó de Jersey a Snitterfield, Warwickshire, donde el padre abrió un consultorio rural. El niño solía acompañar a su padre al trabajo. Uno de los más famosos pacientes del padre de Burt fue Darwin Galton, hermano de Francis Galton. Las visitas que los Burt hicieron a los Galton no solo permitieron al joven Burt conocer el trabajo de Francis Galton, sino que le permitió encontrárselo en múltiples ocasiones y sentirse atraído por sus ideas: en especial, sus estudios sobre estadística y diferencias individuales, dos temas recurrentes de la Escuela de Psicología de Londres, cuya membresía incluía tanto a Galton como a Burt.
Cyril asistió al King's School, en Warwick de 1892 a 1895 y, posteriormente, ganó una beca en el Christ's Hospital, entonces ubicado en Londres, donde desarrolló su interés por la psicología.
Desde 1902 estudió en el Jesus College, donde se especializó en filosofía y psicología, bajo la supervisión de William McDougall quien, conociendo el interés de Burt por el trabajo de Galton, sugirió que centrara su proyecto principal en psicométrica. Burt inició su investigación sobre el desarrollo y la estructura de los tests mentales, un interés que duraría el resto de su vida. Burt perteneció a un grupo de estudiantes que trabajó con McDougall, que incluía a William Brown, John Carl Frugel, May Smith, todos los cuales siguieron carreras notables en psicología. Burt se graduó en 1906 y obtuvo un diploma de maestro.
En 1907, McDougall invitó a Burt a ayudarlo con una encuesta a nivel nacional de las características físicas y mentales de los británicos, propuesta por Francis Galton, en la cual debía trabajar en la estandarización de los tests psicológicos. Este trabajo llevó a Burt a entrar en contacto con la eugenesia, al conocer a Charles Spearman y Karl Pearson.
En el verano de 1908, Burt visitó la Universidad de Wurzburgo, Alemania, donde conoció por primera vez al psicólogo Oswald Külpe.
Burt llegó a ser Presidente de la Sociedad Psicológica Británica en 1942. Burt impuso su teoría determinista de la inteligencia innata de origen genético, se convirtió en la figura más importante en la escuela de psicología inglesa en la década del '40 y le otorgaron el título nobiliario de Sir. El test de cociente intelectual (C.I.) que él creó fue el que decidió la vida de los niños ingleses hasta los años '70 porque definía a qué escuela secundaria debían asistir según su coeficiente intelectual. El sistema británico de exámenes a niños de 11 años era utilizado para decidir qué educación secundaria habrían de recibir los niños. Los alumnos que superaban el test de Burt podían acceder a la universidad. El resto eran condenados a dedicarse a oficios y no podían acceder a estudios superiores porque la consecuencia de esta visión determinista de la inteligencia significaba que no tenía sentido que el estado invirtiera dinero en la educación de gente con un C.I bajo que no tenía posibilidades de mejorar su situación social. Este test, en el que se evaluaba el C.I, estuvo en uso durante tres décadas hasta mediados de la década de 1970.
Burt sostenía que se basaba en investigaciones sobre hermanos gemelos separados al nacer. Afirmaba haber estudiado más de cincuenta casos de hermanos educados en familias muy diferentes cuyos coeficientes intelectuales daban exactamente la misma puntuación. Entre 1943 y 1966, publicó trabajos sobre 53 parejas de gemelos, en los cuales probaba que su rendimiento era igual aunque fuesen a escuelas distintas.
El periodista científico del London Sunday Times, Olivier Gillie, y el psicólogo estadounidense León Kamin, director del departamento de Psicología de la Universidad de Princeton, intentaron encontrar a los gemelos y las asistentas que habían participado de dichas investigaciones y descubrieron que las mismas nunca habían existido.
Antes de su fallecimiento en 1972, Burt quemó todos los papeles de su investigación.Gillie y Kamin denunciaron que su trabajo presentaba inconsistencias y en 1976, después de muerto, y fue acusado de fraude científico por sus propios colegas. La Sociedad Británica de Psicología reconoció el fraude públicamente, pero fue tal la polémica entre sus defensores y sus detractores que la Sociedad decidió no tener una posición oficial corporativa.
La controversia respecto al fraude de Burt tuvo varias idas y vueltas llevando a muchos a concluir que había sido exonerado de la acusación. Sus investigaciones nunca pudieron ser replicadas ni verificadas. Otros estudios con gemelos monocigóticos dieron resultados muy diferentes. Sin embargo, todavía hay sectores que defienden su postura y consideran que es injusto acusarlo de algo de lo que no puede defenderse. Los que intentan rehabilitar la memoria de Burt sostienen que fue una víctima de operaciones políticas de la prensa de izquierda.

## Obras

### Libros
- Burt, C.L. (1921). Mental and scholastic tests Londres: P. S. King. Republicado y revisado (4ª ed.) Londres: Staples, (1962).
- Burt, C.L. (1923). Handbook of tests for use in schools. Londres: P. S. King. Republicado (2ª ed.) Londres: Staples, (1948).
- Burt, C.L. (1925). The young delinquent. Londres: University of London. Republicado y revisado (3ª ed.) Londres: University of London Press, (1938); (4ª ed.) Bickley: University of London Press, (1944).
- Burt, C.L. (1930). Study of the Mind. Londres: BBC.
- Burt, C.L. (1935). The subnormal mind. Londres: Oxford University Press. Republicado Londres: Oxford University Press, (1937).
- Burt, C.L. (1937). The Backward Child. Londres: University of London Press. Republicado (5ª ed.) Londres: University of London Press, (1961).
- Burt, C.L. (1940). The factors of the mind: An introduction to factor analysis in psychology. Londres: University of London.
- Burt, C.L. (1945). How the mind works. Londres: Allen & Unwin.
- Burt, C.L. (1946). Intelligence and fertility. Londres.
- Burt, C.L. (1957). The causes and treatments of backwardness (4ª ed.). Londres: University of London.
- Burt, C.L. (1959). A psychological study of typography. Cambridge: Cambridge University Press.
- Burt, C.L. (1975). The gifted child. Nueva York: Wiley y Londres: Hodder and Stoughton
- Burt, C.L. (1975). ESP and psychology. Londres: Weidenfeld and Nicolson. Editó Anita Gregory.

### Artículos
- Burt, C.L. (1972). "Inheritance of general intelligence", American Psychologist, 27: 175-190.
- Burt, C.L. (1971). "Quantitative genetics in psychology", British Journal of Mathematical & Statistical Psychology, 24: 1-21
- Burt, C.L. (1963). Is Intelligence Distributed Normally?.
- Burt, C.L., & Williams, E.L. (1962). "The influence of motivation on the results of intelligence tests", British J. of Statistical Psychology, 15: 129-135.
- Burt, C.L. (1961). "Factor analysis and its neurological basis", British J. of Statistical Psychology, 14: 53-71.
- Burt, C.L. (1960). "The Mentally Subnormal", Medical World, 93: 297-300.
- Burt, C.L. (1959). "General ability and special aptitudes", Educational Research, 1: 3-16.
- Burt, C.L. (1959). "The Examination at Eleven Plus", British Journal of Education Studies, 7: 99-117.
- Burt, C.L., & Gregory, W.L. (1958). "Scientific method in psychology: II", British Journal of Statistical Psychology, 11: 105-128.
- Burt, C.L. (1958). "Definition and scientific method in psychology", British Journal of Statistical Psychology, 11: 31-69.
- Burt, C.L. (1958). "The inheritance of mental ability", American Psychologist, 13: 1-15.